# Carl Gustav Hempel
Carl Gustav Hempel (8. ledna 1905, Oranienburg – 9. listopadu 1997, Princeton) byl německo-americký filozof, představitel analytické filozofie a novopozitivismu, měl blízko k tzv. Vídeňskému kroužku. Věnoval se též filozofii vědy. Vytvořil tzv. deduktivně-nomologický model. Věnoval se problematice indukce, definoval v této souvislosti tzv. paradox havrana (známý též jako Hempelův paradox).
Studoval matematiku, fyziku a filozofii na univerzitě v Göttingenu a následně na Berlínské univerzitě a na univerzitě v Heidelbergu.